# Луций Эмилий Лепид Павел (консул 1 года)
Луций Эмилий Павел (лат. Lucius Aemilius Paulus), часто — Луций Эмилий Лепид Павел (лат. Lucius Aemilius Lepidus Paulus), (ок. 28 до н. э. — 14) — консул Римской империи 1 года, женатый на внучке Октавиана Юлии, против которого пытался организовать заговор в 6 году.

## Происхождение
Был младшим сыном в семье консула-суффекта 34 до н. э. и цензора 22 до н. э. Павла Эмилия Лепида, происходившего из патрицианского рода Эмилиев и его первой жены, падчерицы Октавиана, Корнелии Сципионы, которая была дочерью Скрибонии от второго брака. Кроме Луция в семье было ещё двое детей: старший брат Марк Эмилий Лепид и младшая сестра Эмилия Лепида, предполагаемой прабабки Нерона.

## Жизнеописание
В 4 до н. э. женился на Юлии Младшей. Вскоре у пары родилась дочь, Эмилия Лепида, позже вышедшая замуж за Марка Юния Силана Торквата.
В 1 году получил должность консула, вместе с Гаем Юлием Цезарем Випсанием. Консульские обязанности исполнял в одиночку, поскольку Гай находился в армянском походе.
Ок. 5 года у пары родился сын — Марк Эмилий Лепид, позже ставший вторым мужем Юлии Друзиллы, дочери Германика, сестры и любовницы Калигулы.
Согласно Светонию, пара жила в большом, специально построенном Юлией огромном особняке за городом. Однако Август, не любящий большие пространства, приказал разрушить дом.
В 6 году замыслил заговор против Августа, однако он был раскрыт. Луций Эмилий был отправлен в ссылку. Двумя годами позже Юлия была сослана на архипелаг Тремити, находящийся в Адриатическом море, к северу от мыса Горгано. Там она провела 20 лет до самой смерти.
Марк Эмилий Лепид Младший был усыновлён братом Луция, Марком Эмилием Лепидом, уважаемым сенатором, консулом 6 года.
Луций скончался в ссылке в начале 14 года.